# Herb Jekaterynburga

Herb Jekaterynburga z roku 2008

Herb Jekaterynburga – jeden z symboli miejskich Jekaterynburga, przyjęty oficjalnie przez dumę miejską 23 lipca 1998 roku.    

## Symbolika
Tarcza jekaterynburskiego herbu podzielona jest na dwa pola. W polu górnym na zielonym tle widać kopalnię srebra (w formie studni) oraz piec do wypalania z żarzącym się wewnątrz czerwonym ogniem. W dolnym polu na złotym tle widnieje wyobrażenie rzeki Iset, nad herbem korona. Po obu stronach herbu trzymacze heraldyczne. Po prawej (lewej z punktu widzenia obserwatora) wspięty złoty niedźwiedź. Po lewej (prawej z punktu widzenia obserwatora) wspięty złoty soból. Ich języki są czarno-czerwone, a obroże czarno-złote. Stoją one na złotej wstędze, udekorowanej wyobrażeniem druzy, składającej się z pięciu kryształów. 
Tarcza ma kształt fortecy, który ma przypominać o historii miasta, jako twierdzy stojącej na straży rubieży Imperium Rosyjskiego. Podział tarczy na dwa pola symbolizuje położenie miasta na granicy Europy i Azji. Rzeka ma łączyć historię z nowoczesnością. Kopalnia oraz piec symbolizują rolę miasta jako ośrodka przemysłowego i metalurgicznego. Pojawiły się one już na wczesnym herbie z roku z 1783 roku. Niedźwiedź jest tradycyjnym symbolem Rosji, w tym przypadku jej europejskiej części. Soból symbolizuje Syberię. Wyciągnięte języki trzymaczy mają oznaczać, że zwierzęta są gotowe by w każdej chwili bronić Jekaterynburga. Korona została dodana do herbu w roku 2008. Złota wstęga oznaczać ma rolę miasta jako stolicy obwodu swierdłowskiego i jednego z najważniejszych miast Rosji. Kryształ podkreśla rolę bogactw naturalnych.

## Historia

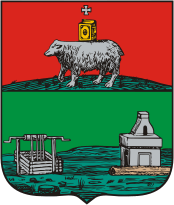
Herb z 1873 roku

Niezrealizowany project barona von Köhne

Herb Swierdłowska z 1973 roku

Pierwszy herb Jekaterynburga został zatwierdzony przez Katarzynę II w roku 1783. Herb miał zostać zaprojektowany przez księcia Michała Michajłowicza Szczerbatowa. W górnym polu na czerwonym tle znajduje się w herbie niedźwiedź ze złotą księgą Ewangelii oraz srebrnym krzyżem, który miał nawiązywać wyglądałem do orderowego krzyża Orderu św. Anny. Jest to w zasadzie obecny herb miasta Perm. Jekaterynburg administracyjnie należał wówczas do guberni permskiej. W dolnym polu na zielonym tle widać kopalnię srebra i piec. Elementy te używane są do dzisiaj. 
W drugiej połowie XIX wieku baron Bernhard Karl von Köhne (zajmujący się w Senacie Rządzącym sprawami heraldyki) przygotował swój projekt herbu miasta. Na srebrnym tle miał znajdować się żarzący się piec do wypalania. W prawym górnym rogu wyobrażenie niedźwiedzia z księgą Ewangelii i krzyżem. Nad nimi srebrna korona w formie wieży. Całość okalać miała czerwona wstęga, a za herbem znajdować się miały dwa skrzyżowane złote sierpy. Imperator Aleksander II Romanow projekt zaakceptował, jednak z powodu rychłej śmierci cara i projektanta został on zarzucony. 
Po przewrocie bolszewickim herb carski wyszedł z użycia. W 1924 nazwę miasta zmieniono na Swierdłowsk. W obiegu znajdowało się kilka różnych wersji nowego, bolszewickiego godła dla miasta. Zawierały one wiele robotniczo-chłopskich elementów: sierp i młot, pług, kryształy. W barwach przeważała zieleń, czerń i kolor srebrny. W 1967 roku w toku przygotowań do obchodów 245 rocznicy założenia miasta rozpisano konkurs na nowy herb.  W roku 1973 zatwierdzono jego nową wersję. Tarcza była srebrna, a na jej środku znajdowała się czerwono-żółta forteca, przez którą przechodziła niebieska wstęga. Znów nawiązania do rzeki Isety oraz do obronnego charakteru miasta, ale jednocześnie wizerunek obraz fortecy miał przypominać swym wizerunkiem elektrownię. U góry wstęgi symbol atomu. U dołu złota śruba, symbol przemysłowej pozycji miasta. Po prawej (lewej) stronie czarny soból, po lewej (prawej) czarna jaszczurka. Ta ostatnia jest nawiązaniem do twórczości pisarza (twórcy folklorystycznych bajek i opowiadań) Pawła Bażowa, który był związany z miastem. Herb ten nie wszedł jednak do powszechnego użytku. 
10 września 1991 przywrócono dawny herb z roku 1783. W 1994 r. rozpisano kolejny konkurs na nowy herb miasta. Propozycje okazały się jednak mało satysfakcjonujące. Zdecydowano się więc stworzyć nowy herb w oparciu o oryginalną wersję z roku 1783. Usunięto z niej górną część, herb Permu. Po wielu kontrowersjach ostatecznie 23 lipca 1998 r. duma miejska Jekaterynburga zaakceptowała projekt, który z nieznacznymi zmianami obowiązuje do dzisiaj. Autorami tego projektu byli: S. Łukanin, G. Dubrowin, A. Owieczkin, V. Kondjurin i A. Grefenstein. Herb miasta został zarejestrowany pod numerem 401 w Rejestrze Heraldycznym Federacji Rosyjskiej.